# Turistická značená trasa 6967

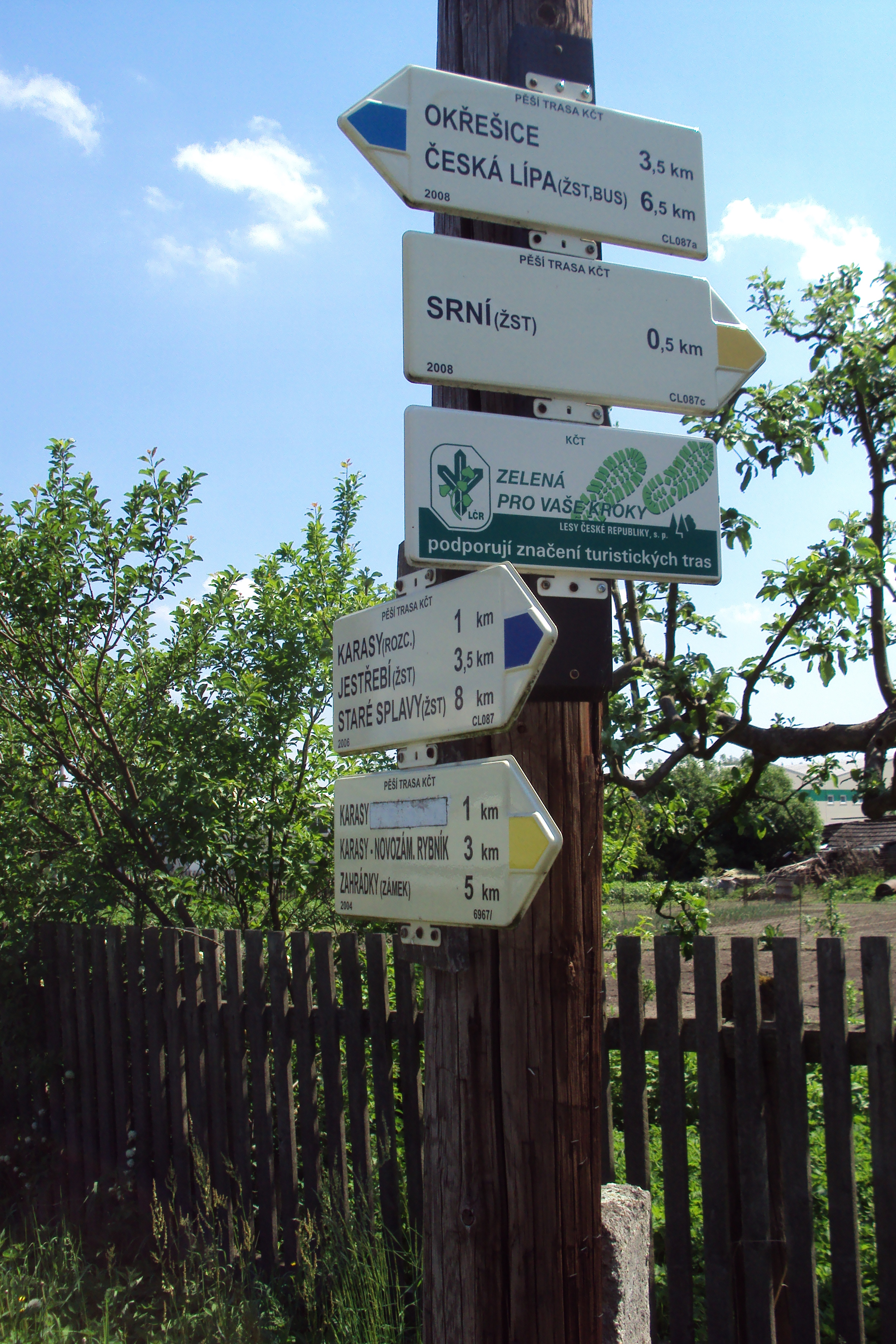
Rozcestník před pilou v Srní

Turistická značená trasa 6967 v okrese Česká Lípa je krátká, nenáročná žlutě vyznačená trasa KČT pro pěší turisty vedoucí ze Zahrádek u České Lípy po břehu Novozámeckého rybníka k železniční stanici Srní u České Lípy. Je dlouhá 5,5 km a celá vede územím okresu Česká Lípa.

## Popis trasy
Trasa začíná před vyhořelým zámkem Zahrádky na rozcestníku, který sdílí s celou řadu tras různé barvy, délek i směrů. Přetíná obec Zahrádky na východ a po severním břehu Novozámeckého rybníka projde osadou Karasy (2 km), za východním okrajem rybníka se spojuje z modrou trasou (rozcestník 3,5 km) vedoucí ze Starých Splavů do České Lípy a společně vedou turisty do obce Srní, která patří administrativně pod obec Provodín. Od pily v Srní (5 km) žlutá překoná po silničním mostě železniční trať a končí rozcestníkem z boku železniční stanice pojmenované Srní u České Lípy.V roce 1988 zmiňovaná návazná modrá trasa od rozcestí Karasy do Srní vyznačená nebyla.
Procházené území patří do Ralské pahorkatiny a povodí Ploučnice.

## Značení

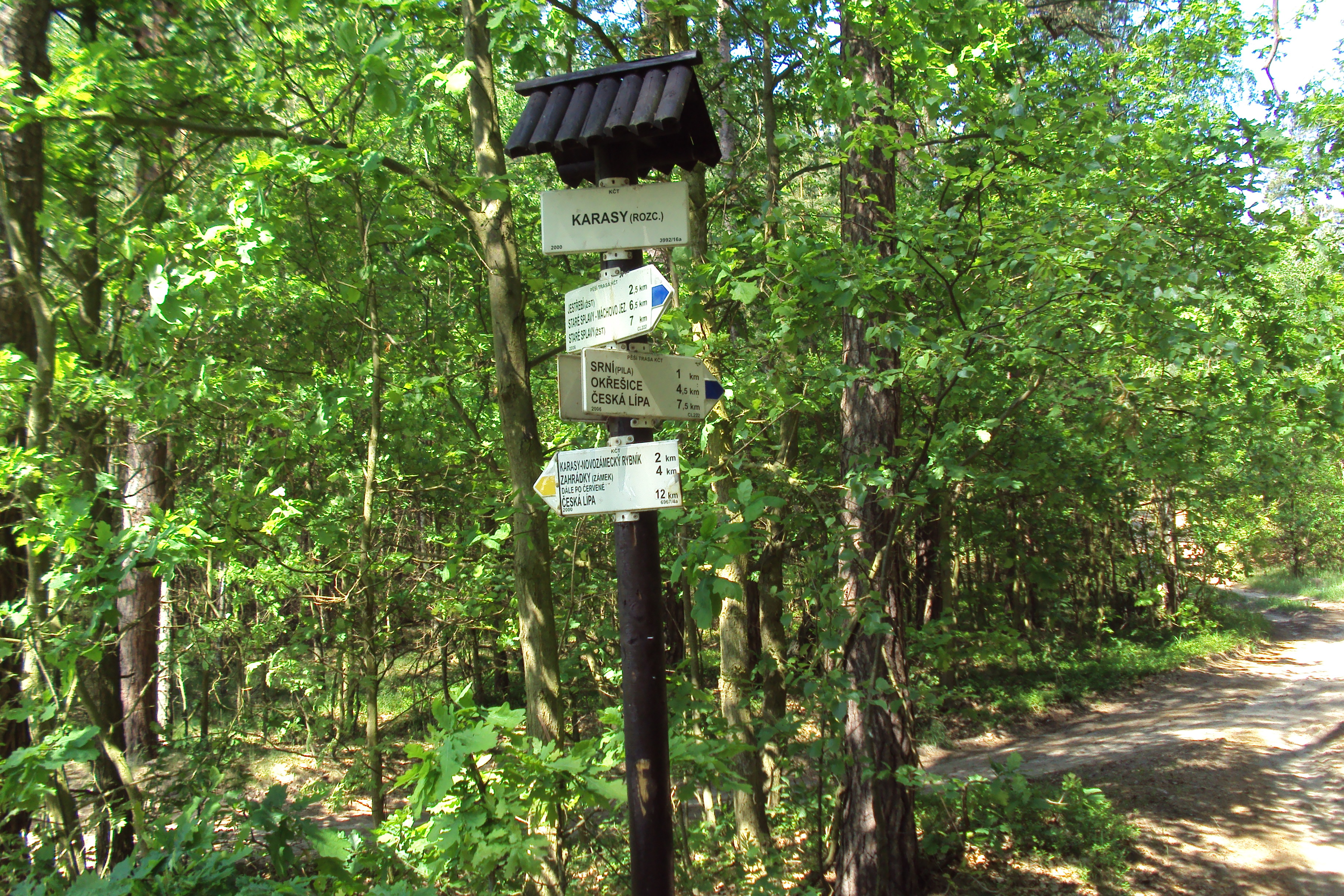
Rozcestník Karasy

Trasa je vyznačena pásovým značením Klubu českých turistů, na koncích i během trasy směrovkami s vyznačením vzdálenosti v kilometrech. Rozcestníky po trase jsou doplněny tabulkou hlavního sponzora značení Lesy České republiky. 

## Ochrana přírody
V úseku o délce 2,5 km je trasa vedená po břehu Novozámeckého rybníka, který je národní přírodní rezervací, vedený jako Evropsky významná lokalita a zároveň je vyhlášen částí území Ptačí oblast Českolipsko - Dokeské pískovce a mokřady. Od Zahrádek údolím Robečského potoka vytékajícího z Novozámeckého rybníka lze projít po navazující červené trase E10 do národní přírodní rezervace Peklo a pak do České Lípy. 

## Veřejná doprava
Cesta začíná 1 km od stanice vlaků Zahrádky u České Lípy na trati 087, vedoucí z České Lípy do Lovosic. Končí v Srní, kde zastavují vlaky vedené po trati 080 z Bakova nad Jizerou přes Českou Lípu do Jedlové. 
Autem je trasa přístupná na obou koncích, v Zahrádkách i Srní, s dostatečnou možností parkování. Do obou lokalit jezdí meziměstská autobusová doprava linek ČSAD Česká Lípa.

## Souřadnice
- Začátek trasy: 50°38′3″ s. š., 14°31′25″ v. d.
- Konec trasy: 50°38′13″ s. š., 14°35′6″ v. d.